# Lisippo
Lisippo (in greco antico: Λύσιππος?, Lýsippos; Sicione, 390/385 a.C. – dopo il 306 a.C.) è stato uno scultore greco antico.
Ultimo tra i grandi maestri della scultura greca classica, fu attivo dal 372-368 a.C. fino alla fine del IV secolo a.C. Lavorò per Alessandro Magno, che ritrasse numerose volte, e terminò la propria carriera al servizio di un altro re macedone, Cassandro I, tra il 316 e il 311 a.C.

## Biografia
Originario di Sicione, città dell'Arcadia sul golfo di Corinto, nacque nei primi anni del IV secolo a.C. e si formò verosimilmente sulle opere di Policleto e sulla scultura peloponnesiaca, nonostante Duride di Samo lo dicesse formato al di fuori di ogni scuola e maestro, ovvero studioso della natura su consiglio di Eupompo, forse enfatizzando troppo il tema letterario del genio autodidatta.
Fu soprattutto bronzista e lavorò a lungo nella sua città per poi spostarsi in vari centri della Grecia (Olimpia, Corinto, Rodi, Delfi, Atene) e dell'Italia (Taranto).
Morì in data non precisata, ma sicuramente in età molto avanzata, come testimonia la notizia di un ritratto di Seleuco I Nicatore, quindi visse fino alla fine del secolo.

## Opere

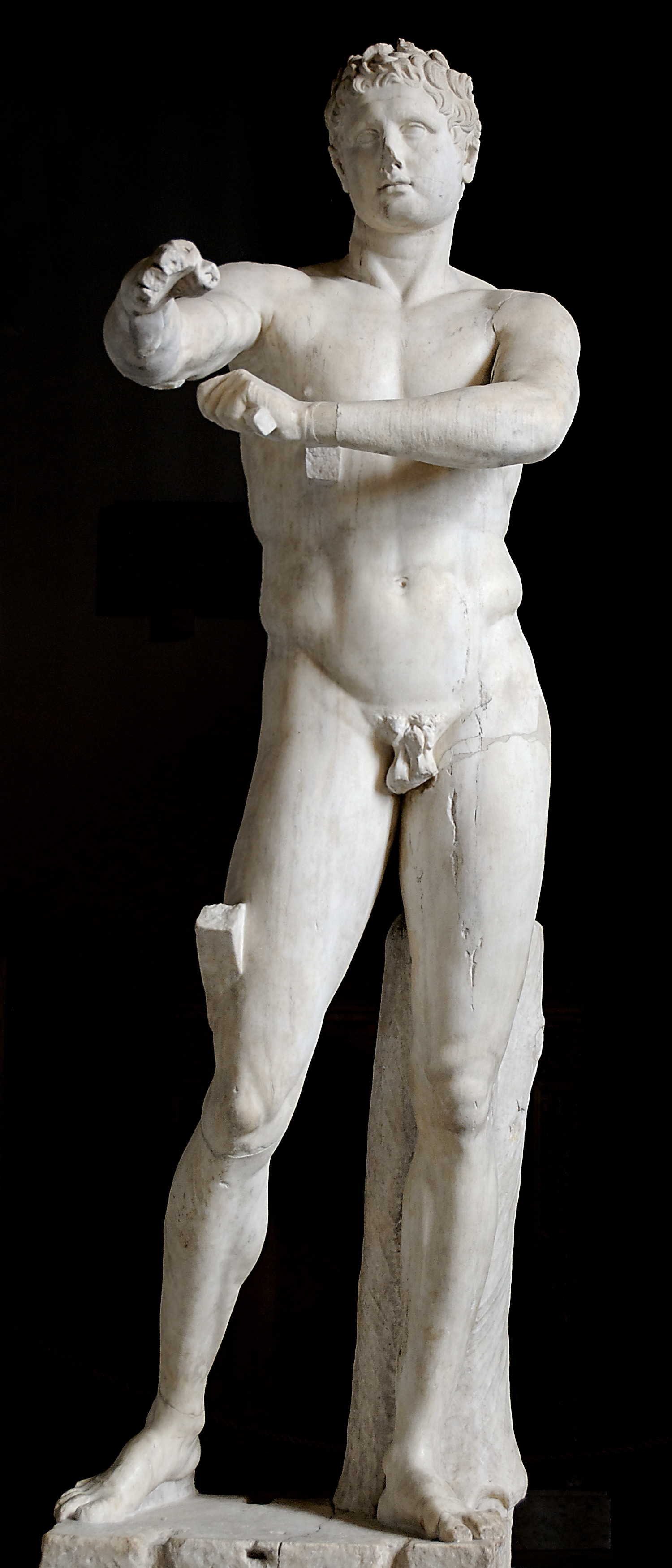
L'Apoxyómenos, copia romana, Museo Pio-Clementino

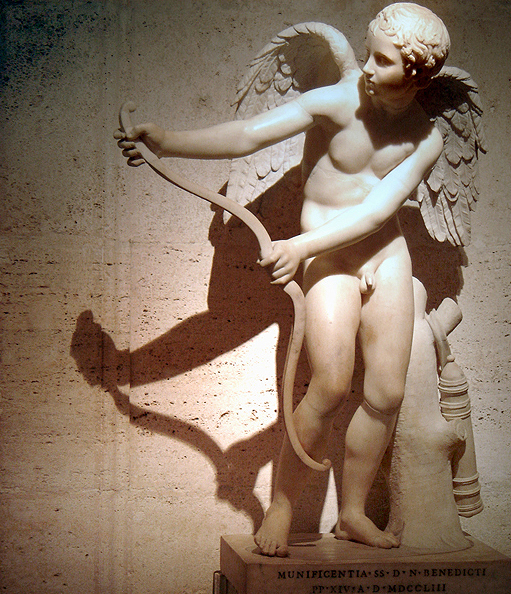
Eros che incorda l'arco, Roma, Musei Capitolini

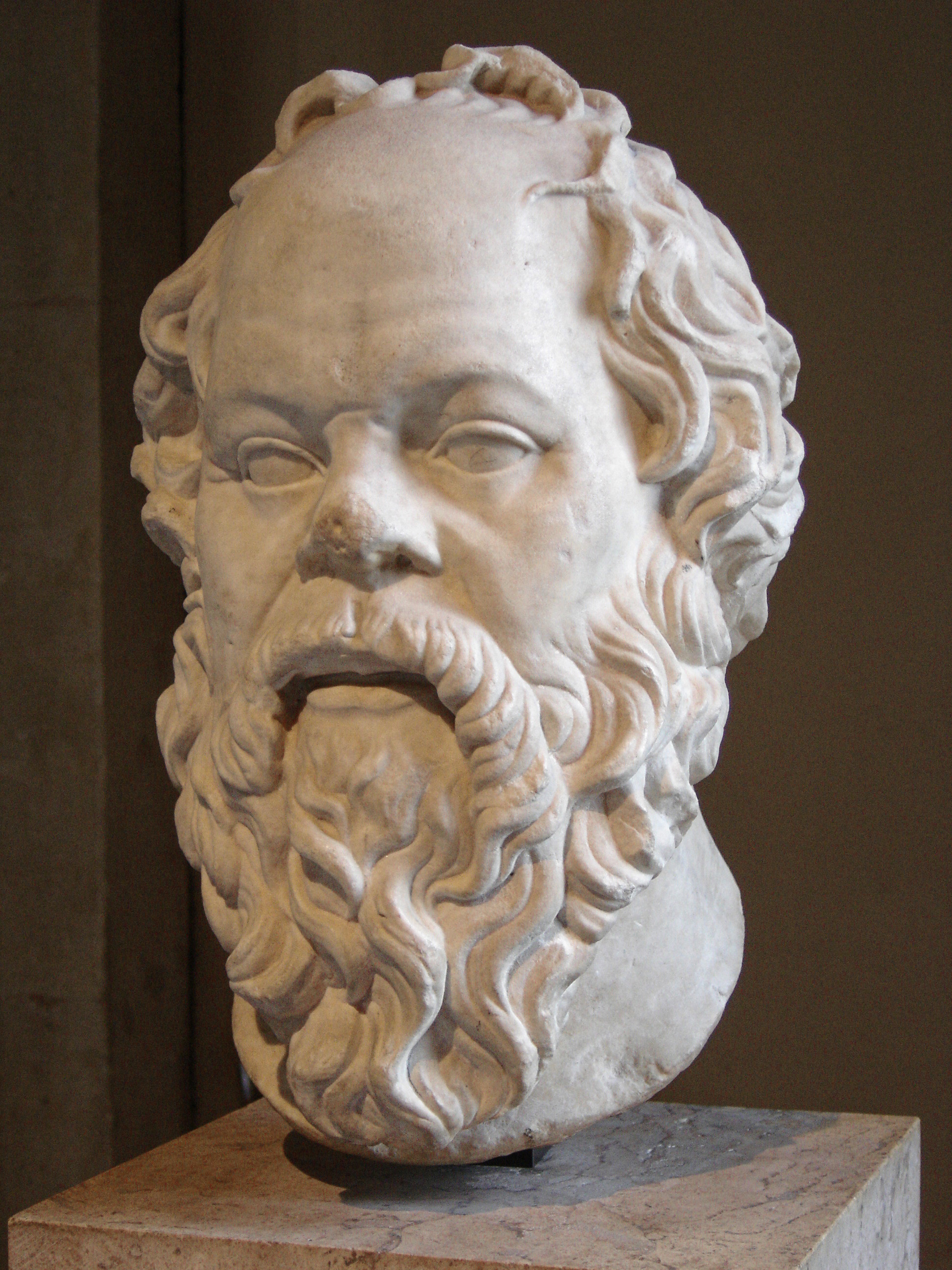
Socrate, busto scolpito, copia romana

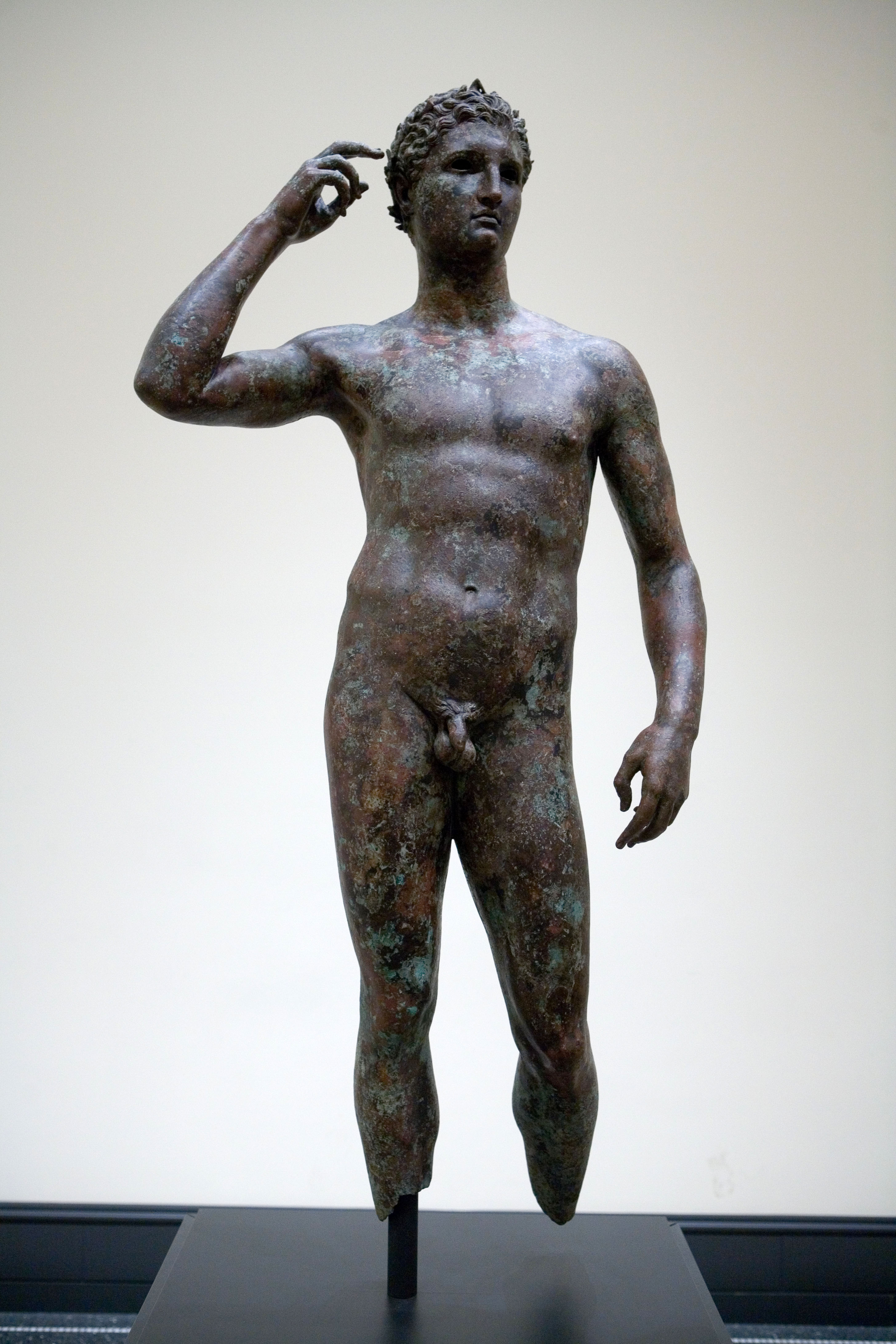
L'Atleta di Fano, Villa Getty, Malibù (California)

La prima opera di cui si ha notizia grazie a Pausania è la statua eretta a Olimpia per le vittorie atletiche di Troilo nel 372 a.C. Insieme all'opera di Lisippo, Pausania nomina altre opere di bronzisti sicioni configurando l'ambiente entro il quale all'inizio della propria carriera operava colui che ne avrebbe in seguito cambiato le regole. Di questo suo primo lavoro resta la base recante l'iscrizione, rinvenuta sul luogo.
Di uno Zeus Nemeios realizzato per Argo, attribuito a Lisippo da Pausania, è giunto il riflesso tramite l'immagine su una moneta argiva di età imperiale: vi si legge una precoce realizzazione di quello schema antitetico che resterà tipicamente lisippeo, con un lato del corpo in tensione, in questo caso il destro, che regge sulla gamba il peso del corpo e tiene lo scettro saldamente puntato a terra, e un altro rilassato verso il quale si scarica la tensione del lato opposto con il volgersi della testa.
La nota tipologia dell'Eracle in riposo, conosciuta soprattutto attraverso la versione dello Ercole Farnese, attribuita a Lisippo dall'iscrizione sulla base dell'esemplare di Firenze, potrebbe avere origine in un precedente esemplare in bronzo prodotto per Argo intorno al 340 a.C., di cui si ipotizza l'esistenza in seguito al ritrovamento di una copia marmorea di età adrianea rinvenuta nelle Terme della città nel 1954, corrispondente all'immagine riprodotta su un tetradrammo di Argo del 290 a.C. circa. Vi si trova, oltre allo schema antitetico precedentemente descritto, il movimento spiraliforme prodotto dal protendersi nello spazio degli arti della parte sinistra in opposizione al braccio destro portato dietro la schiena. Quest'ultimo aspetto iconografico sembra essere stato introdotto da Apelle e importato nel mondo della scultura da Lisippo come uno tra i frequenti scambi tra i due artisti di Sicione attestati in letteratura da Sinesio. La datazione dell'ipotizzato originale bronzeo argivo è resa corrispondente a quella della base di Corinto con la firma di Lisippo dove per la prima volta si documenta un altro tipico schema utilizzato da Lisippo (originariamente policleteo) che prevedeva entrambe le piante dei piedi interamente aderenti alla base.
Tra il 343 e il 340 a.C. si data il soggiorno di Lisippo a Mieza, chiamatovi insieme ad altri artisti da Filippo II di Macedonia, per l'educazione del giovane Alessandro. In questa occasione avvenne quell'incontro tra Lisippo e Aristotele che tanta influenza dovette avere sul concetto di mimesi quale si sarebbe sviluppato nel pensiero del filosofo. Tra i temi più frequenti del periodo, svolti da tutti gli artisti confluiti a Mieza, vi era quello della Caccia al leone, tra le attività presenti nell'educazione del giovane principe ed è a quest'epoca che occorre datare l'originale plastico attribuibile a Lisippo da cui deriva il mosaico pavimentale di Pella e che attraverso quest'ultimo ci appare debitore dei fregi nel Mausoleo di Alicarnasso. In seguito Lisippo ritrasse Alessandro in combattimento, in varie pose eroiche e atteggiamenti divinizzati (come nel ritratto di Alessandro Magno di Monaco di Baviera). Tra le opere prodotte per il sovrano ci furono la statua di Alessandro appoggiato alla lancia, Alessandro nella battaglia del Granico nonché il suo sarcofago, già ad Alessandria d'Egitto, perduto durante le guerre tra cristiani e pagani.
Seguirono, dopo la Battaglia di Cheronea (338 a.C.), il donario (v. Agias) commissionato da Daoco II e, datato intorno al 335 a.C., l'Eros di Tespie opere in cui appare il tipico protendersi dell'opera nello spazio (per quanto riguarda l'Agias il dato si intuisce dalle riproduzioni ceramografiche) che culminerà nell'Apoxiomenos.
Il gruppo del Granico, destinato al santuario di Zeus a Dion per commemorare i soldati caduti nella omonima battaglia del 334 a.C., era composto da venticinque statue equestri in bronzo ed è descritto da Plinio, che lo vide a Roma, dove era stato portato nel 146. Dopo il 331 a.C. Lisippo realizza la Quadriga del Sole; ancora legata al periodo di Alessandro è l'allegoria del Kairos, simbolo del momento propizio per il quale creò una iconografia che ebbe in seguito molta fortuna. Da situare dopo la morte di Alessandro è invece l'Apoxiomenos, del quale resta una celebre copia al Vaticano. Intorno al 320 a.C. collabora con Leocare al gruppo votivo dedicato da Cratero a Delfi.
Alle Fatiche di Eracle, gruppo statuario bronzeo per la città di Alizia, seguì la commissione, da parte dei Tarantini, per l'esecuzione a Taranto di una statua alta circa 17 metri di Zeus, raffigurato in posizione eretta vicino a un pilastro sormontato da un'aquila e nell'atto di scagliare una folgore, secondo l'iconografia locale dello Zeus Kataibates. Il secondo colosso eseguito per i Tarantini era un Eracle meditante di cui riferisce Strabone.

## Stile
Plinio il Vecchio espresse su Lisippo un giudizio che racchiude molto dell'opinione di cui esso godeva nel mondo antico ed è ancora oggi in massima parte valido: 
(Plinio il Vecchio, Naturalis Historia, XXXIV, 65)
Lisippo andò oltre il canone di Policleto introducendo in scultura quegli accorgimenti prospettici che già venivano usati in architettura. Per i Greci infatti la visione si materializzava attraverso sfere successive che si propagavano dalla forma dell'occhio e che influenzavano la percezione degli oggetti stessi, deformandoli. In questo senso va motivata la riduzione della testa, rispetto alla misura tradizionale di 1/8 del corpo, e accentuando lo slancio dei corpi snelli e longilinei. Il nuovo canone introdotto da Lisippo ci è stato trasmesso da Vitruvio (III, 1-3).
L'Apoxyómenos, con la sua proiezione delle braccia in avanti, è considerata la prima scultura pienamente tridimensionale dell'arte greca, che per essere apprezzata appieno richiede che lo spettatore vi faccia il giro attorno.
Inoltre, in qualità di ritrattista del sovrano, Lisippo è considerato il fondatore del ritratto individuale che, riproducendo l'aspetto esteriore del soggetto, ne suggeriva anche le implicazioni psicologiche ed emotive. Fino ad allora il particolare senso collettivo delle città greche aveva frenato l'interesse verso la rappresentazione dell'individuo e tutti i ritratti dei secoli precedenti (come quelli di Pericle, di Socrate, di Eschilo...) sono da considerarsi dei puri "tipi" ideali (l'eroe, il filosofo, il letterato). All'interno della bottega tuttavia, chi condurrà alle ultime conseguenze tali premesse sarà Lisistrato, mentre in Lisippo l'allontanamento dalla tradizione significò, per quanto possibile, assoggettamento del vero alla libertà del soggetto creatore.

## Altre opere attribuite a Lisippo e copie romane dagli originali
La produzione di Lisippo è stimata da Plinio in circa 1500 opere, repliche e riduzioni comprese, mentre le opere sono circa cinquanta (comprendono quelle conosciute solo tramite fonti letterarie, quelle di cui si conoscono copie o riproduzioni varie, o di cui sono rimaste le basi originali e quelle attribuite su basi stilistiche) e i soggetti rappresentati poco più di una decina. Molte sono le statue degli atleti vincitori dei Giochi olimpici, e si ha inoltre notizia di numerose quadrighe in marmo ed in bronzo.
- Epitrapezios, un Eracle seduto in bronzo di piccole dimensioni eseguito per Alessandro, la copia principale è a Vienna;
- Statuetta di Alessandro a cavallo di Bucefalo, copia romana in bronzo da Ercolano, Museo Archeologico Nazionale di Napoli;
- Hermes in riposo;
- Sileno e Dioniso, Musei Vaticani;
- Ares Ludovisi, Roma, Museo Nazionale Romano Palazzo Altemps;
- Socrate, busto;
- Eracle di Taranto
- Atleta di Fano, bronzo, Getty Museum, Malibù (California);
- Pugilatore in riposo, Museo nazionale romano, Roma.

## La scuola di Lisippo
La scuola di Lisippo fiorisce secondo Plinio intorno al 296-293 a.C.; la sua fase tarda, intorno al 280 a.C., è già intrisa di elementi classicistici. Ne fanno parte il fratello Lisistrato e i tre figli di Lisippo, Euticrate, Daippo e Boida; il primo è ricordato come il migliore da Plinio. Altri allievi di Lisippo furono Carete di Lindo e Eutichide. Il primo fu autore del notissimo colosso di Rodi, eretto a cavallo tra III e II secolo a.C., il secondo è noto per la sua Tyche, personificazione della nuova città di Antiochia (intorno al 300 a.C.). Un allievo di Euticrate di nome Tisicrate, ricordato come particolarmente vicino alla maniera del grande maestro di Sicione, fu a sua volta il maestro di Senocrate di Sicione (o di Atene), scultore e teorico dell'arte, ricordato da Plinio come propria fonte.